# Die Legende von der heiligen Simplicia
Die Legende von der heiligen Simplicia er en tysk stumfilm fra 1920 af Joe May.

## Medvirkende
- Eva May som Heilige Simplicia
- Alfred Gerasch som Ritter Rochus
- Wilhelm Diegelmann som Herbergswirt
- Elisabeth Wilke som Oberin des Klosters
- Georg John som Blinder Bettler
- Max Gülstorff som Wanderer
- Lia Eibenschütz
- Martha Rhema
- Rudolf Biebrach